# グラディニャン
グラディニャン （Gradignan、オック語:Gradinhan）は、フランス、ヌーヴェル＝アキテーヌ地域圏、ジロンド県のコミューン。

## 歴史
中世、カヤック修道院（かつてのサンティアゴ・デ・コンポステーラの巡礼路の1つ）に一定の評判があったのと同じ頃、Castéraの遺跡とサン＝タルブのモット・アンド・ベーリーがあった。1152年、イングランド王がアリエノール・ダキテーヌとの結婚でアキテーヌ公となると、グラディニャン教区にあるCastéraとも呼ばれたオルノン城は、ガロンヌ川の南の広大な領地であるオルノンのComtauの中心となった。オルノンのComtauは、イングランド王およびアキテーヌ公に直属する領土であった。ガスコーニュ語のComtauはフランス語でcomté（カウンティ）であるが、意味は異なる。事実上この土地はボルドー伯爵でもあるアキテーヌ公の直接統治で、comtéというわけではなかった。オルノンの領主はComtauの一部しか保有していなかった。
1409年、オルノン城はフランス王の重臣アルマニャック伯によって破壊された。この期間は、サンティアゴ・デ・コンポステーラの巡礼路とされた時期と一致する。バイヨンヌへの幹線道路上にグラディニャンがあり、環境の厳しいランド地方へ向かう前にカヤックの修道院では巡礼者数千人が休息を取れるようになっていた。
中世以降、ボルドーとグラディニャンは主要な政治事件、フロンドの乱、フランス革命、1830年と1848年の革命への対応に類似性がみられた。パリ住民に革命の原動力が集中しているとは疑わしく、指導者や実業家たちは主だった政治的議論よりも自らの経済的利益をより心配していた。より穏健派の人々と同様、彼らの唯一の懸念は仕事と生活手段であった。確かにグラディニャンの多くはジロンド県の首都とつながりを持っていた。グラディニャン住民は伝統的に、近郊のまちボルドーに牛乳と野菜を供給してきたのだった。同様に、ボルドー商人たちはグラディニャンにワイン用ブドウ園を所有し、日常生活を送った。
1950年頃までは、グラディニャンは土地と川を源として暮らす質素な村だった。明らかに長期のインフラ欠如によって立ち遅れ、1952年より市長に当選したベルナール・ルメグーによって全ての分野で装備されることになった。緑地の側面を保ちながら、グラディニャンは人口2万人を超えるまちとなった。

## 人口統計
| 1962年 | 1968年 | 1975年 | 1982年 | 1990年 | 1999年 | 2006年 |
| ------ | ------ | ------ | ------ | ------ | ------ | ------ |
| 6 803  | 10 402 | 18 691 | 21 441 | 21 727 | 22 193 | 22 988 |

source = EhessとINSEE

## 姉妹都市
- プフングシュタット、ドイツ
- フィゲイラ・ダ・フォシュ、ポルトガル[4]

## ギャラリー

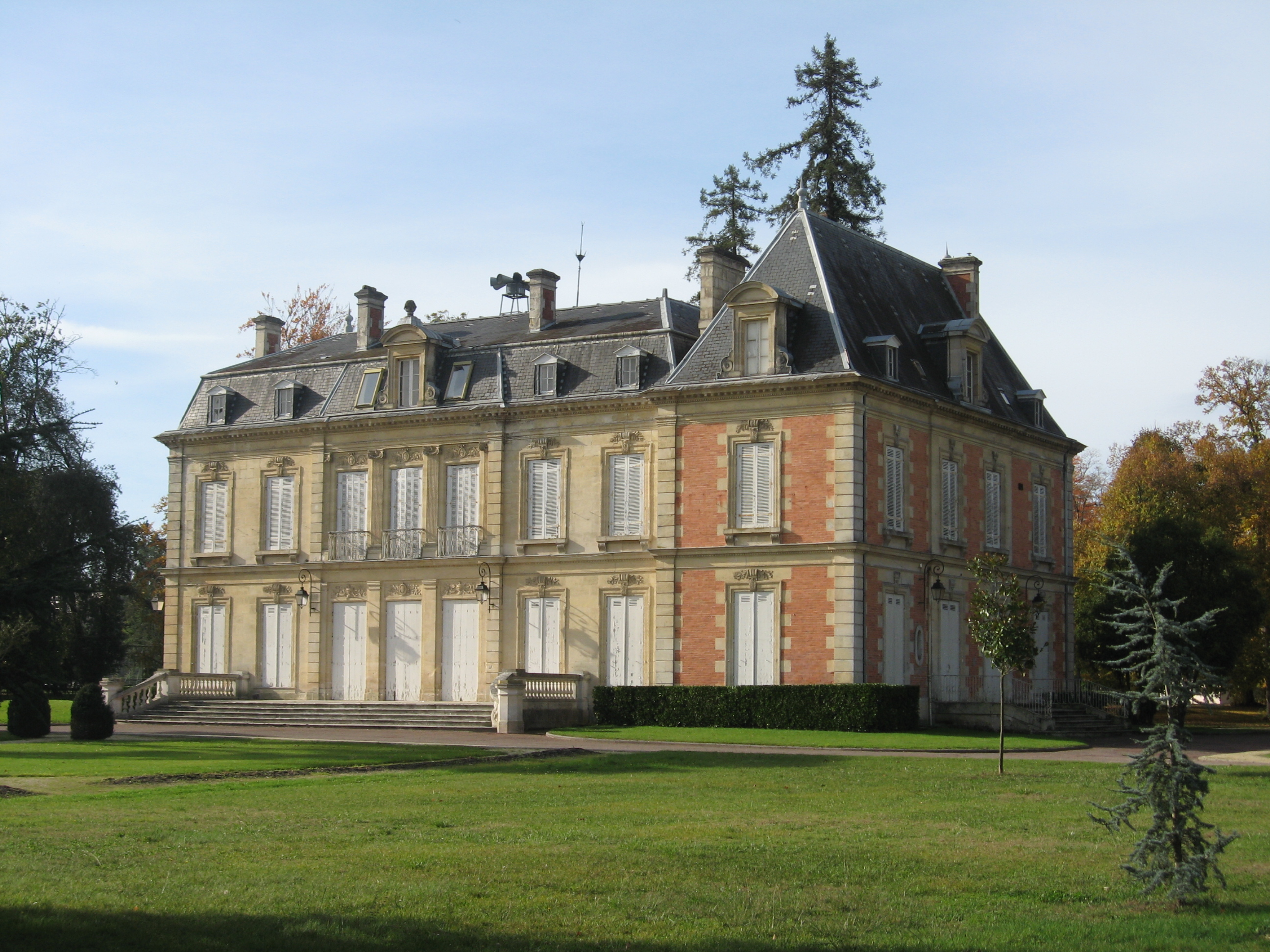
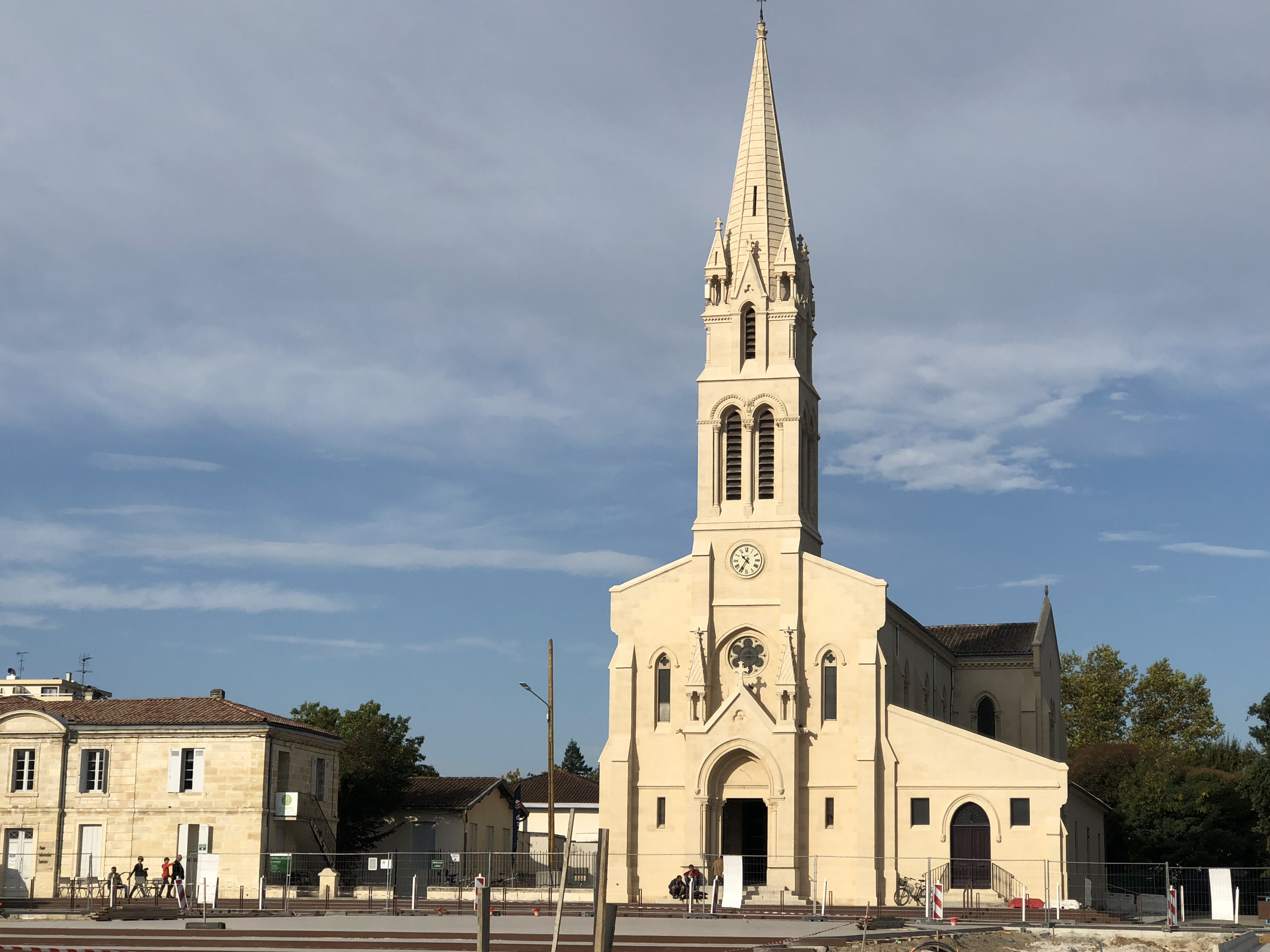
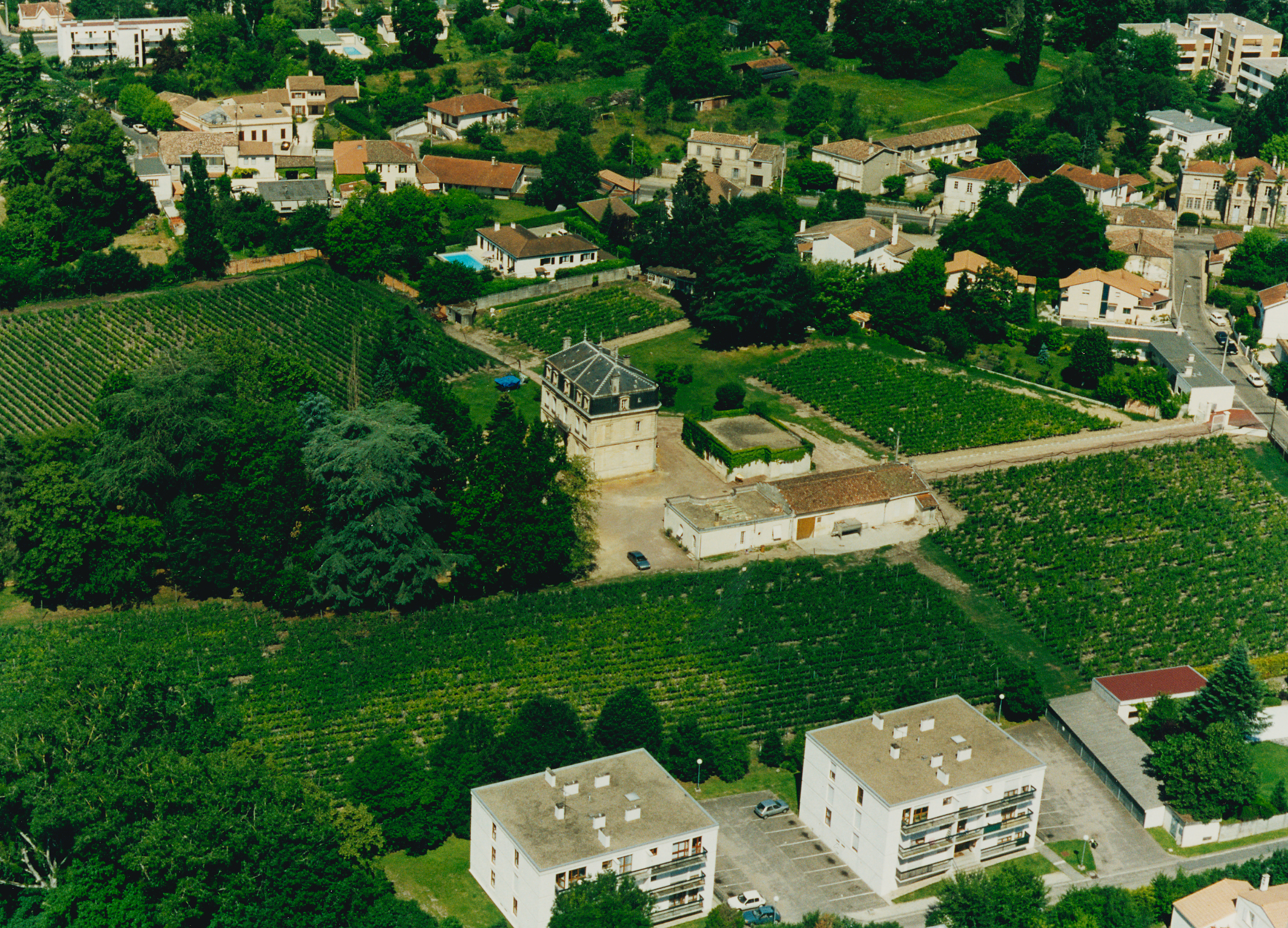
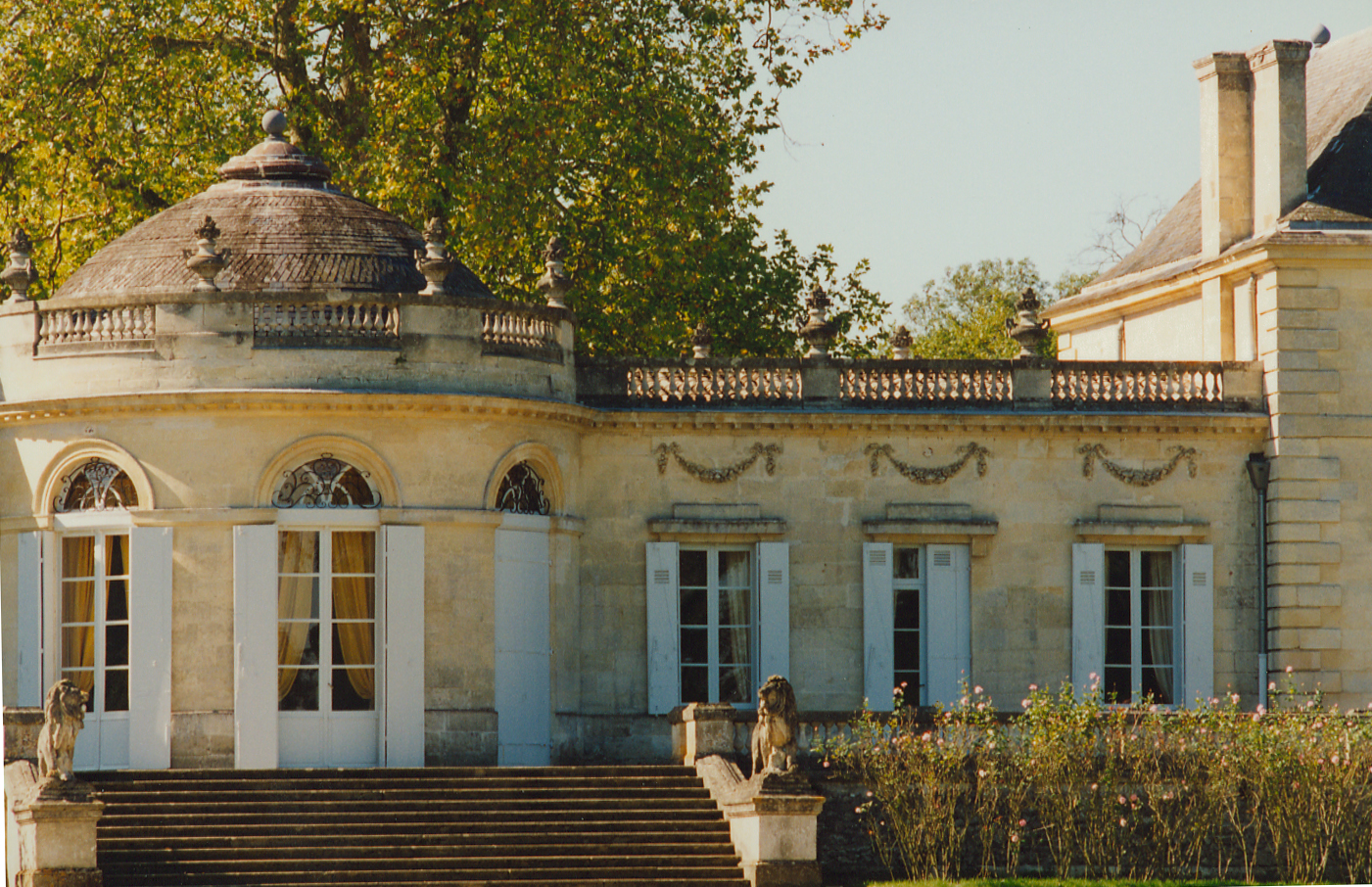
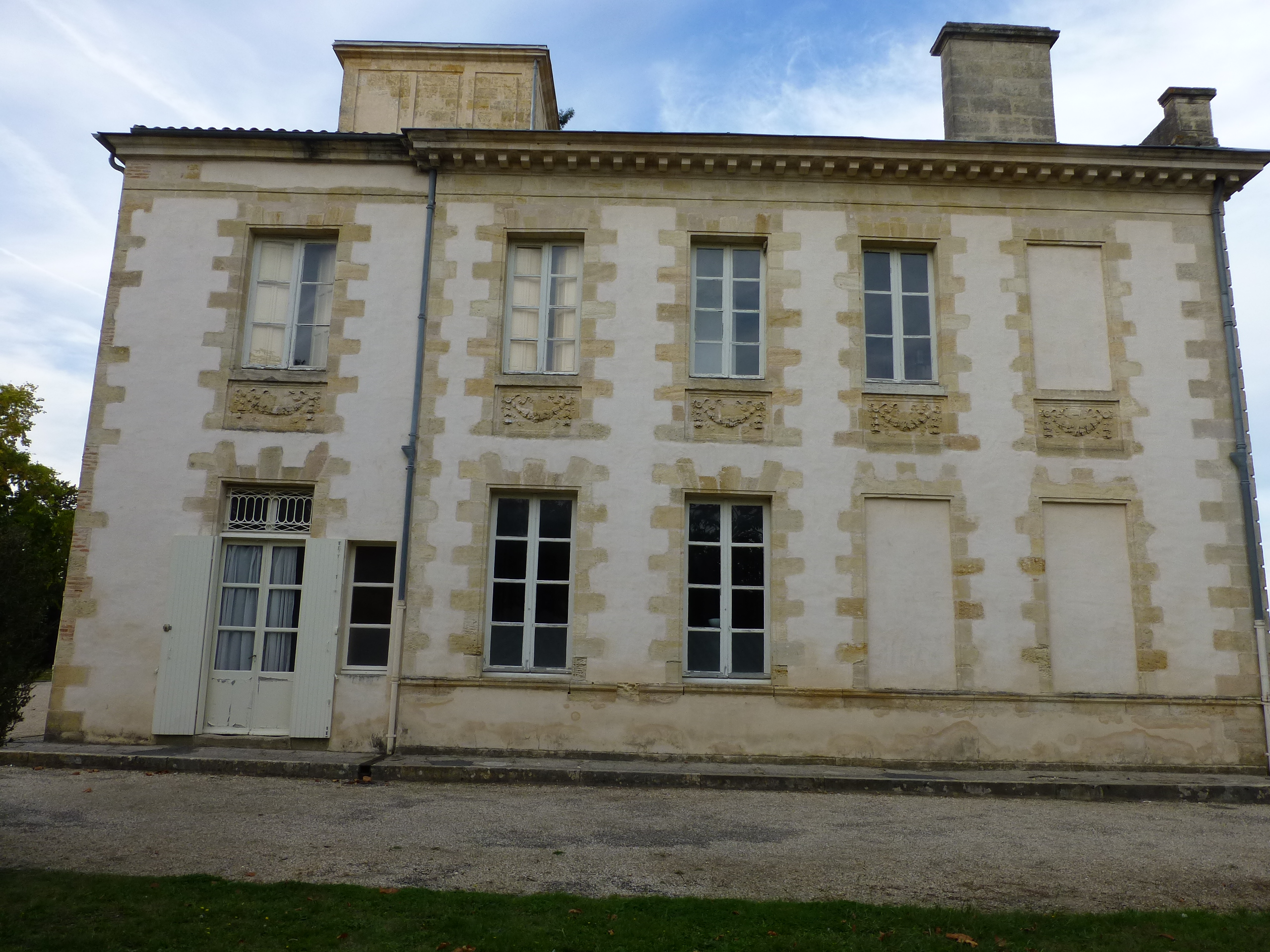
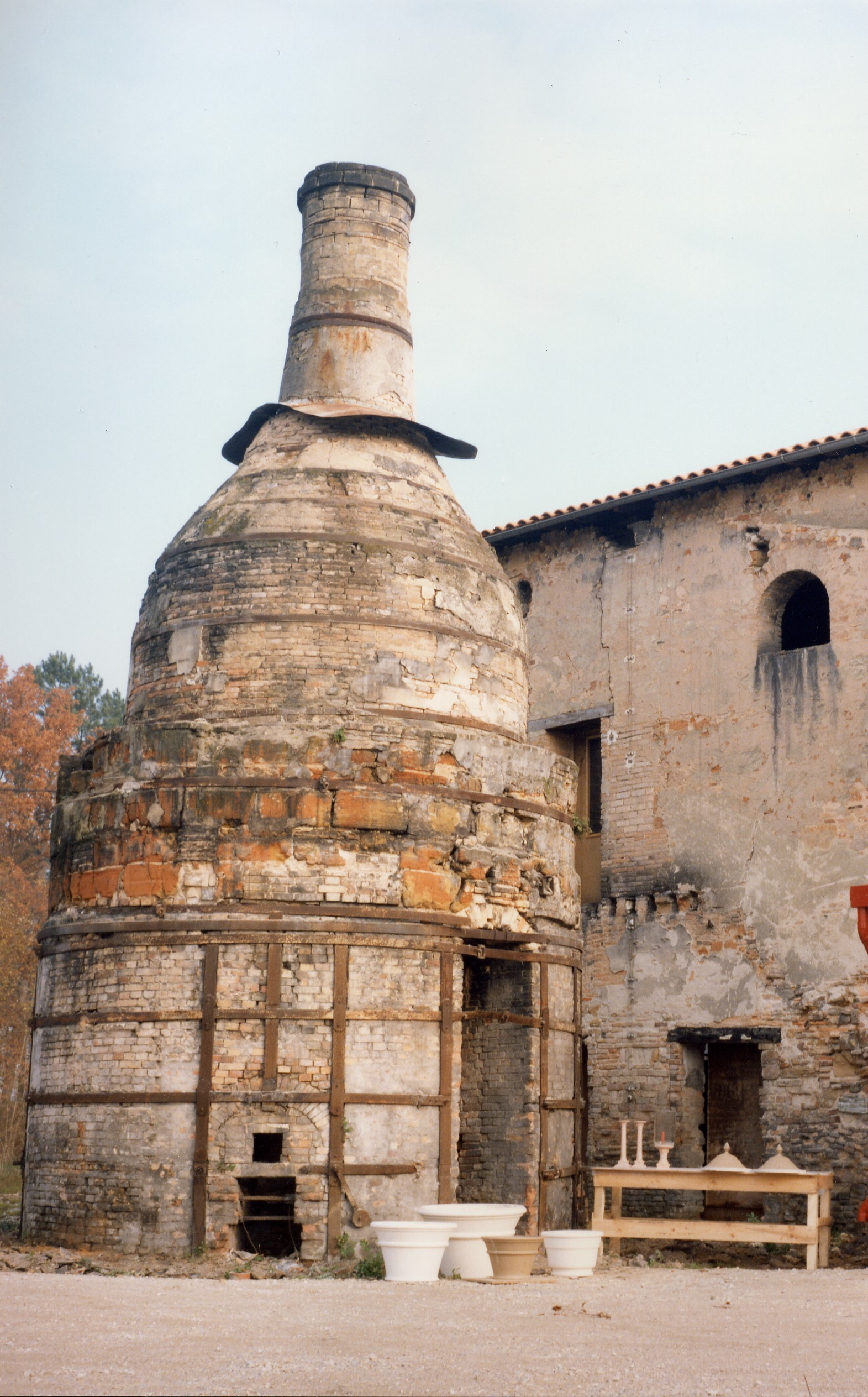
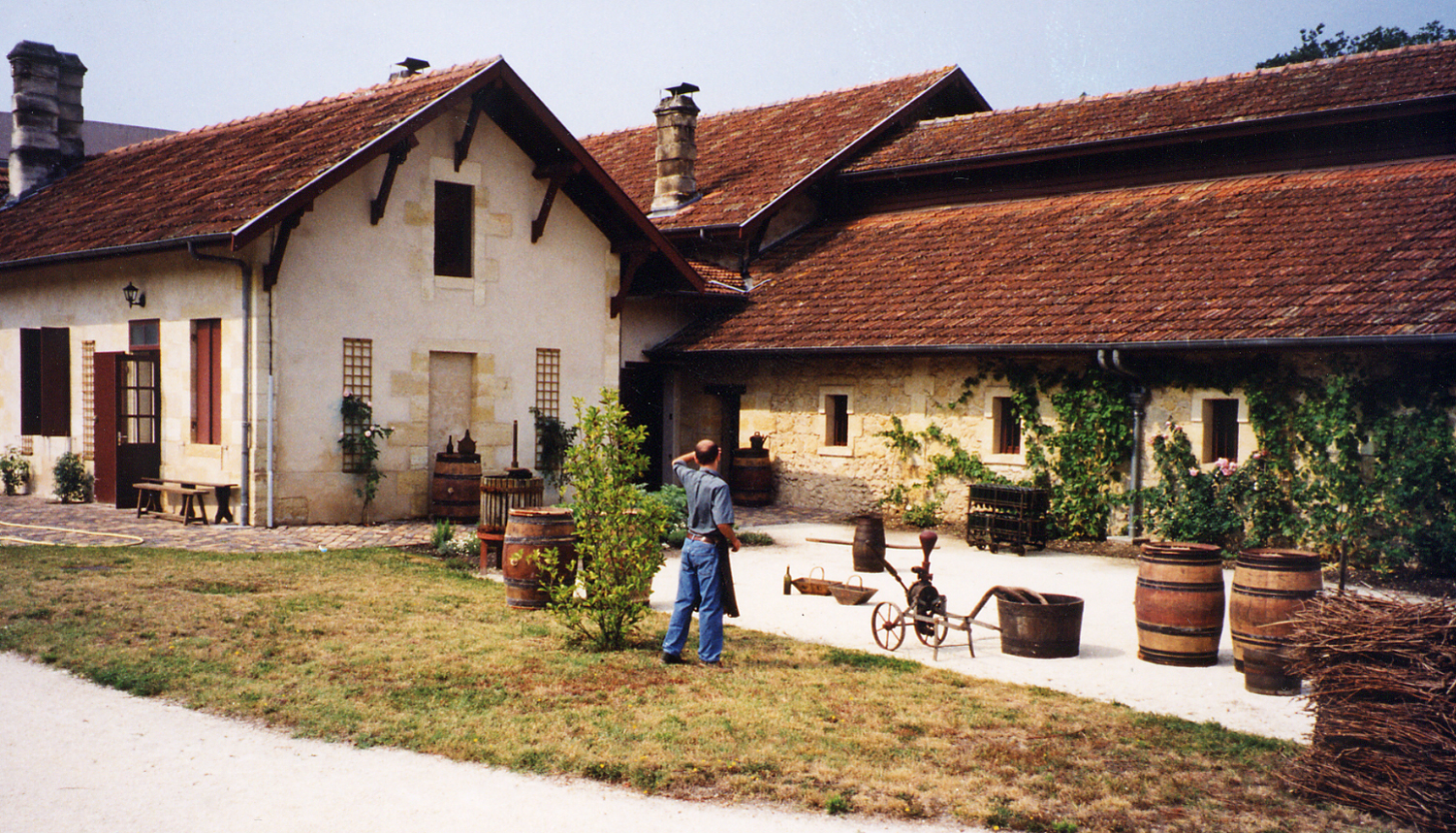